# Achtynskij rajon
L'Achtynskij rajon (in russo Ахтынский район?) è un distretto municipale del Daghestan, situato nel Caucaso.